# Хватова, Вера Петровна
Вера Петровна Хватова (1918, Брянск, Орловская губерния — 1993, Симферополь) — советский и украинский учёный-медик, физиолог; доктор медицинских наук, профессор.
Автор ряда научных трудов.

## Биография
Родилась в 1918 году в городе Брянске.

### Образование
В 1936 году поступила во Второй Московский медицинский институт, но окончила в 1941 году Крымский медицинский институт (ныне Медицинская академия имени С. И. Георгиевского).
В 1948 году защитила кандидатскую диссертацию на тему «Роль меланофоров в процессе пигментации эпидермальных образований чешуи, пера, иглы и волоса (сравнительно-гистологическое исследование)». В 1964 году защитила докторскую диссертацию на тему «Морфология и функциональное значение нервного аппарата рта у млекопитающих животных и человека в онтогенезе».

### Деятельность
По окончании института, с 1941 года и до конца жизни работала в Крымском медицинском институте: сначала была сотрудником кафедры гистологии; затем — ассистент (1951—1961), доцент (1961—1966) и профессор (1966—1972) кафедры нормальной физиологии, в 1972—1989 годах — заведующая кафедрой. Воспитала ряд учёных — под её руководством было защищено шестнадцать диссертаций на соискание ученой степени кандидата медицинских наук и одна — на соискание
ученой степени доктора медицинских наук. Также преподавала в Симферопольском государственном университете.
Наряду с педагогической, занималась общественной деятельностью: была депутатом Симферопольского городского Совета депутатов трудящихся, ректором городского университета всесоюзного общества «Знание», председателем Крымского отделения физиологического Общества имени И. П. Павлова.
Умерла в Симферополе в 1993 году. Была замужем за Борисом Павловичем Хватовым — также учёным-медиком. Их сын — Валерий Борисович, стал доктором медицинских наук и заведующего отделом Института им. Н. В. Склифосовского в Москве.

## Заслуги и память
Была награждена орденом «Знак Почета» (1971) и медалями; удостоена нагрудного знака «Отличник здравоохранения» (1973) и знака «Ударник коммунистического труда».
По результатам круглого стола «ПОДВИГ ВРАЧЕЙ ВО ВРЕМЯ Великой Отечественной войны», прошедшего 16 апреля 2020 года в Симферополе, доклад Ю. К. Рахманова и А. В. Кравцова «Вера Петровна Хватова. Подвиг женщины-учёного» был удостоен Диплома III степени.